# Ferrari Fioravanti F100
Pour les articles homonymes, voir Ferrari, Fioravanti et F100.
La Ferrari Fioravanti F100 ou Fioravanti F100 est un concept-car de voiture de sport supercar, décliné en deux exemplaires : F100 GT de 1998, et F100R Roadster de 2000. Créés par le designer italien Leonardo Fioravanti, pour la célébration des 100 ans de la naissance d'Enzo Ferrari (1898-1988, fondateur de Ferrari), elles sont présentées au Salon de l'automobile de Turin et au salon international de l'automobile de Genève.

## Historique
Leonardo Fioravanti (né en 1938) a été un des principaux chef designer de Pininfarina, puis de Ferrari, entre 1966 et 1986, avec a son actif les créations de quelques-unes des Ferrari GT supercar les plus mythiques de l'histoire de l'automobile, dont les Dino 206 GT, Dino 246 GT/GTS, Ferrari 365 Daytona, Ferrari Pinin, Ferrari Berlinetta Boxer, Ferrari 512 BB, Ferrari 308, Ferrari 288 GTO, Ferrari 328, Ferrari Testarossa, Ferrari F40…
En 1998, il crée sous le nom de sa propre entreprise de design Fioravanti de Moncalieri près de Turin, la Ferrari Fioravanti F100 (près de 10 ans après sa précédente Ferrari F40, dont il s'inspire) qu'il baptise « F » pour Ferrari, et « 100 » pour la célébration du centenaire de la naissance d'Enzo Ferrari.

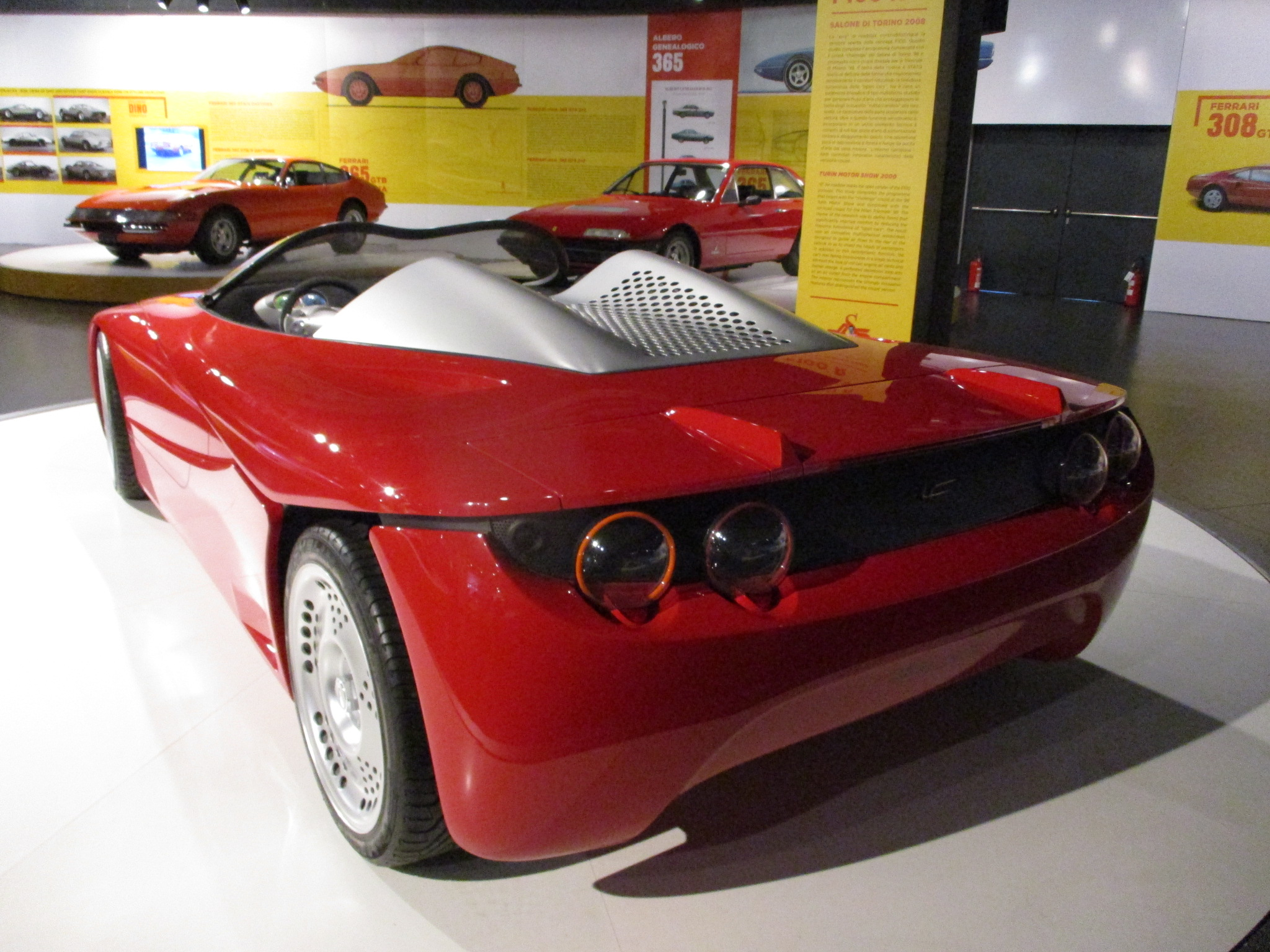
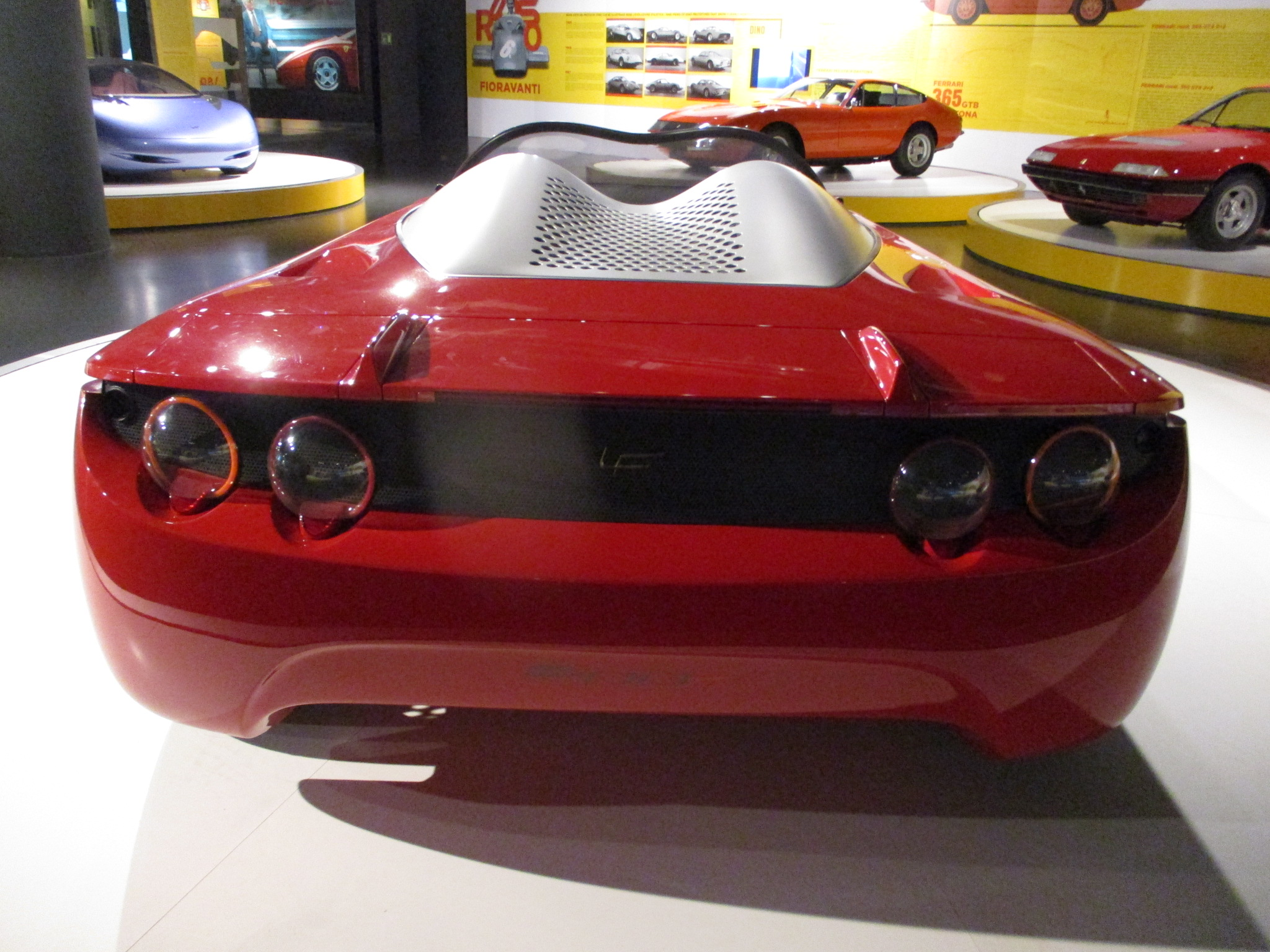
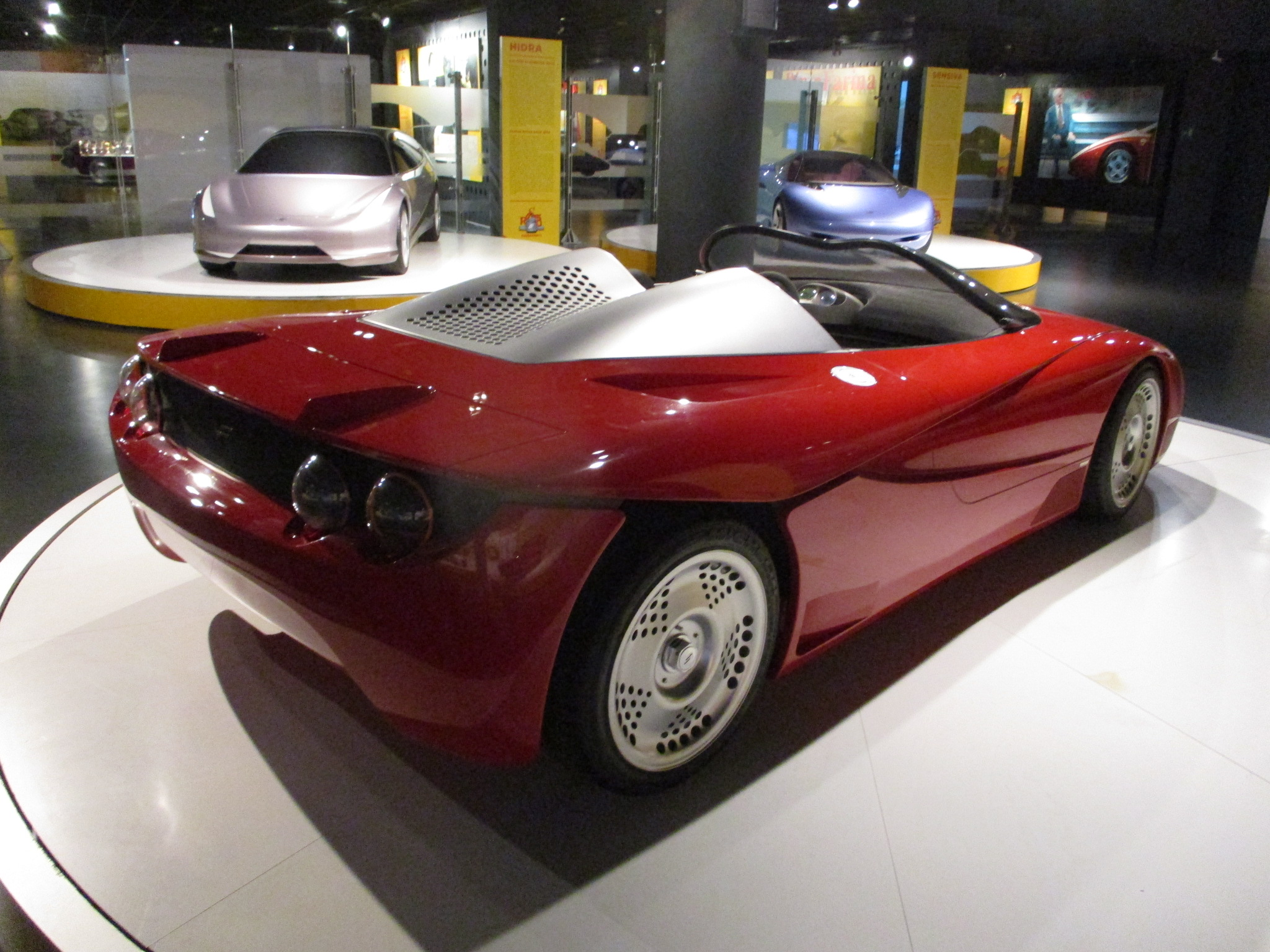
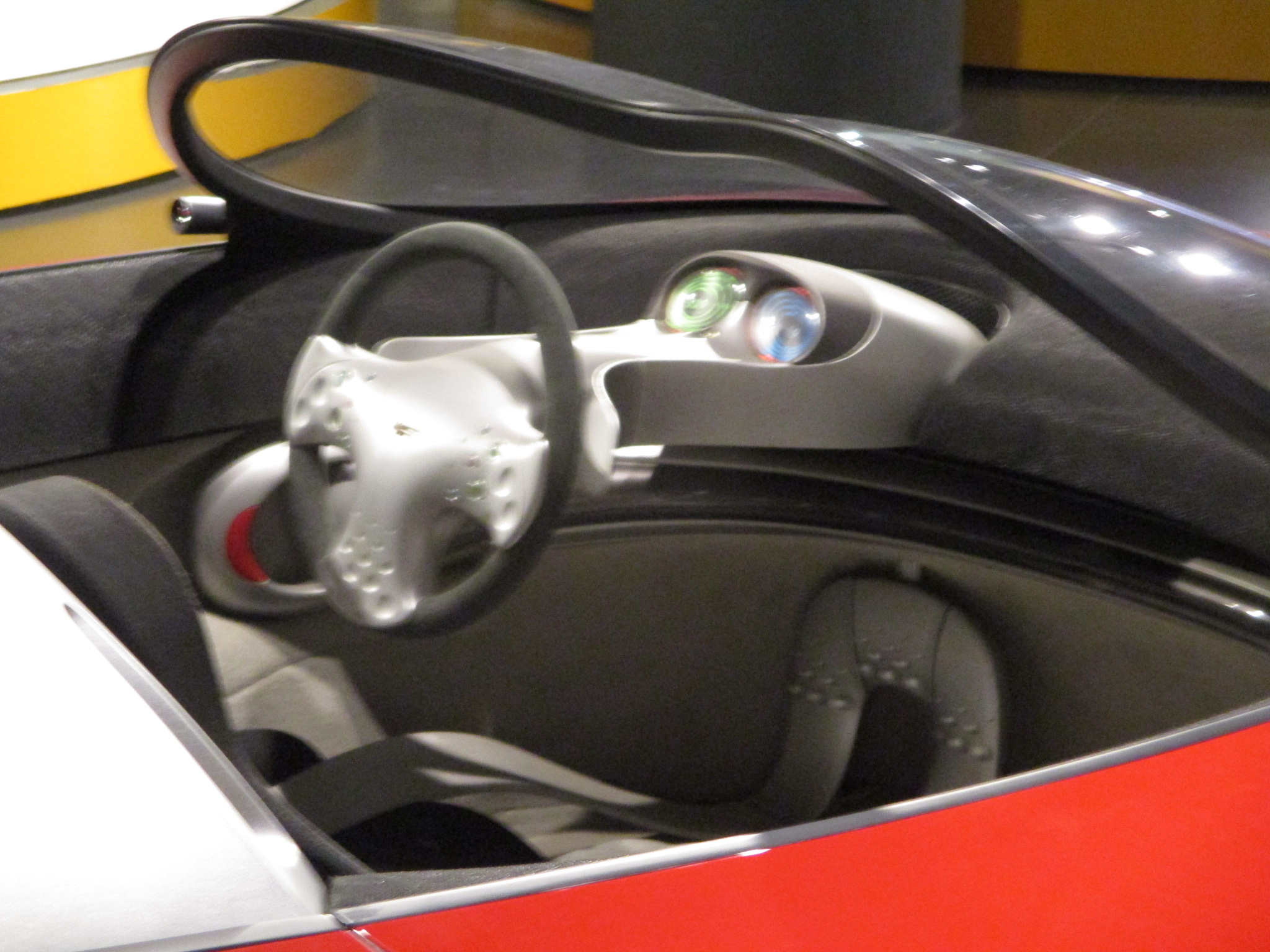

Cette carrosserie est conçue sur un châssis Ferrari, pour être motorisée par un moteur V10 central de 3 Litres de cylindrée de Formule 1 de Scuderia Ferrari[source insuffisante], avec un poste de pilotage futuriste combinant un mélange de solutions hautes technologies analogiques et numériques, et une boîte de vitesses robotisée contrôlée par palette F1 au volant. 
Leonardo Fioravanti présente deux ans plus tard au Salon de l'automobile de Turin de l'an 2000, un second concept-car F100R Roadster, décliné du premier. En 2008, il crée un nouveau concept car Ferrari Fioravanti SP1 de compétition[source insuffisante], pour un richissime collectionneur japonais privé, sur la base d'une Ferrari F430 à moteur V8 de 4,3 litres de 490 ch, inspiré des Ferrari 458 Italia[source insuffisante].